# Микросайт
Микросайт, още минисайт, уеблет, е термин от уеб дизайна, който се отнася до отделна уеб страница или колекция от страници, които са предназначени да изпълняват помощни функции към даден основен уеб сайт. Началната страница на микросайта, явяваща се негова входна точка, най-често ползва собствено име на домейн или поддомейн.
Микросайтовете обикновено дават допълнителна информация – уводна или търговска. Такива сайтове може както да са свързани с основен сайт, така и да не са, а може и да се съхраняват на напълно различен сървър от този на основния сайт, когато микросайтът е създаден за временна употреба. Основната разлика между микросайта и родителския сайт е това, че микросайтът има специфична цел и се връзва по специфичен начин с предоставената информация, а родителския сайт дава по-обща информация.
Микросайтовете, които имат въвеждащ характер се състоят от една страница или група от страници, които съдържат по-подробна информация по тема, различна от тази, разгърната в основното съдържание (на родителския сайт). Една организация може да има главен сайт, който да съдържа основната информация за организацията и освен това да създаде и временен микросайт, който да информира за определена дейност, събитие и друг временен аспект на съществуването на организацията.
Често микросайтове се използват от бизнеса за повишаване добавената стойност на съдържанието на корпоративния сайт. Например един търговец на парти атрибути може да си направи микросайт с редакционно съдържание, например за историята на Хелоуин или друг подобен празник или събитие. Търговската цел на такива микросайтове (освен повишаване на продажбите) е добавяне на стойност към преживяването на посетителите на сайта с цел утвърждаване на марката, а също така и предоставяне на редакционно съдържание и ключови думи, които правят микросайта правят по-лесно откриваем при използване на търсачка. Микросайтовете обикновено не съдържат уеб приложения.
Микросайтовете могат да се употребяват за чисто търговски цели като източници на по-подробна информация за конкретен продукт, услуга или за описание на нова технология. Един производител на автомобили например може да представи свой нов хибриден автомобил и да окаже подкрепа на продажбите си, като в специален микросайт представи в детайли технологията на хибридните автомобили.
Предвид преобладаващата контекстуална реклама по ключова дума (често наричана „Pay-per-click“), микросайтовете може да се създават специално с цел да съдържат такава реклама. По същата логика микросайтове се създават точно за да носят наситено на ключови думи съдържание по специфичната тема, с цел търсачките да ги подреждат по-високо при търсене от страна на потребителите по тези теми.
Допълнителна полза от микросайта е, че той може да намали разходите за PPC, защото микросайтът акцентира върху определени ключови думи, повишавайки качествения рейтинг и следователно снижавайки разходите за кликване.
|  | Тази страница частично или изцяло представлява превод на страницата Microsite в Уикипедия на английски. Оригиналният текст, както и този превод, са защитени от Лиценза „Криейтив Комънс – Признание – Споделяне на споделеното“, а за съдържание, създадено преди юни 2009 година – от Лиценза за свободна документация на ГНУ. Прегледайте историята на редакциите на оригиналната страница, както и на преводната страница, за да видите списъка на съавторите. ВАЖНО: Този шаблон се отнася единствено до авторските права върху съдържанието на статията. Добавянето му не отменя изискването да се посочват конкретни източници на твърденията, които да бъдат благонадеждни. |